# Otelino Ferreira Sol
Otelino Ferreira Sol (Salto da Divisa, 31 de março de 1916 — Salto da Divisa, 27 de agosto de 1994)  foi um juiz, escritor e político brasileiro do estado de Minas Gerais.
Foi deputado estadual em Minas Gerais por quatro mandatos consecutivos, pelo PSD, de 1951 a 1967. Foi juiz do Tribunal de Contas do Estado de Minas Gerais.
Em 1981, Otelino Sol publicou o livro "Salto da Divisa e outras considerações". 